# Queen + Paul Rodgers Tour
Il Queen + Paul Rodgers Tour è il primo tour della band Queen + Paul Rodgers.

## Date

### 2005
| 19.03.2005 George, Sudafrica           | 03.05.2005 Newcastle, Regno Unito  |
| 28.03.2005 Londra, Regno Unito         | 04.05.2005 Manchester, Regno Unito |
| 30.03.2005 Parigi, Francia             | 06.05.2005 Birmingham, Regno Unito |
| 01.04.2005 Madrid, Spagna              | 07.05.2005 Cardiff, Regno Unito    |
| 02.04.2005 Barcellona, Spagna          | 09.05.2005 Sheffield, Regno Unito  |
| 04.04.2005 Roma, Italia                | 11.05.2005 Londra, Regno Unito     |
| 05.04.2005 Milano, Italia              | 13.05.2005 Belfast, Regno Unito    |
| 07.04.2005 Firenze, Italia             | 14.05.2005 Dublino, Irlanda        |
| 08.04.2005 Pesaro, Italia              | 02.07.2005 Lisbona, Portogallo     |
| 10.04.2005 Basilea, Svizzera           | 06.07.2005 Colonia, Germania       |
| 13.04.2005 Vienna, Austria             | 10.07.2005 Arnhem, Paesi Bassi     |
| 14.04.2005 Monaco di Baviera, Germania | 15.07.2005 Londra, Regno Unito     |
| 15.04.2005 Danzica, Polonia            | 08.10.2005 Oranjestad, Aruba       |
| 16.04.2005 Praga, Repubblica Ceca      | 16.10.2005 East Rutherford, USA    |
| 17.04.2005 Lipsia, Germania            | 22.10.2005 Los Angeles, USA        |
| 19.04.2005 Francoforte, Germania       | 26.10.2005 Saitama, Giappone       |
| 20.04.2005 Anversa, Belgio             | 27.10.2005 Saitama, Giappone       |
| 23.04.2005 Budapest, Ungheria          | 29.10.2005 Yokohama, Giappone      |
| 25.04.2005 Dortmund, Germania          | 30.10.2005 Yokohama, Giappone      |
| 26.04.2005 Rotterdam, Paesi Bassi      | 01.11.2005 Nagoya, Giappone        |
| 28.04.2005 Amburgo, Germania           | 03.11.2005 Fukuoka, Giappone       |
| 30.04.2005 Stoccolma, Svezia           |                                    |

### 2006
| 03.03.2006 Miami, USA                  | 24.03.2006 Auburn Hills, USA |
| 05.03.2006 Jacksonville, USA           | 26.03.2006 St. Paul, USA     |
| 07.03.2006 Duluth, USA                 | 27.03.2006 Milwaukee, USA    |
| 09.03.2006 Washington, USA             | 31.03.2006 Glendale, USA     |
| 10.03.2006 Worcester, USA              | 01.04.2006 San Diego, USA    |
| 12.03.2006 Uniondale, Long Island, USA | 03.04.2006 Anaheim, USA      |
| 14.03.2006 Filadelfia, USA             | 05.04.2006 San Jose, USA     |
| 16.03.2006 Toronto, Canada             | 07.04.2006 Las Vegas, USA    |
| 17.03.2006 Buffalo, USA                | 10.04.2006 Seattle, USA      |
| 20.03.2006 Pittsburgh, USA             | 11.04.2006 Portland, USA     |
| 21.03.2006 Cleveland, USA              | 13.04.2006 Vancouver, Canada |
| 23.03.2006 Rosemont, USA               | 25.05.2006 Las Vegas, USA    |

## Scaletta principale
1. Lose Yourself [tape]
2. Reachin' Out
3. Tie Your Mother Down
4. I Want To Break Free
5. Fat Bottomed Girls
6. Wishing Well
7. Crazy Little Thing Called Love
8. Say It's Not True
9. '39
10. Love Of My Life
11. Hammer To Fall slow/fast
12. Feel Like Makin' Love
13. Let There Be Drums
14. I'm In Love With My Car
15. Guitar solo
16. Last Horizon
17. These Are The Days Of Our Lives
18. Radio Ga Ga
19. Can't Get Enough
20. A Kind Of Magic
21. I Want It All
22. Bohemian Rhapsody
23. The Show Must Go On
24. All Right Now
25. We Will Rock You
26. We Are The Champions
27. God Save The Queen